# Nanashi
Nanashi (ナナシ/ななし) é um Mangaká japonês, conhecido principalmente pela sua obra Ijiranaide Nagatoro-san, que Ganhou adaptação para anime em 2021, Nanashi é um Pseudomino referente ao número 774, que em kanji fica "ナナシ". Havia boatos que Nanashi era um Grupo de Artistas pois em toda obra era visto "774House", o que depois foi desmentindo pelo Autor.  Depois do Sucesso e visibilidade de Ijiranaide Nagatoro-san, Nanashi apagou todos a Artes de Conteúdo Sensível e Hentai do Seu Pixiv.  Nanashi ainda não revelou sua idade e gênero, mas usa a Foto de Nagatoro-san do Mangá e Anime "Ijiranaide Nagatoro-san" em seu perfil do Twitter. Suas Principais Influências para fazer "Ijiranaide Nagatoro San " foi Berserk de Kentaro Miura e a Franquia Neon Genesis Evangelion , após a morte de Kentaro Miura, Nanashi Lamentou a Morte de Miura, já que ambos trabalham indiretamente na mesma revista semanal 
Nanashi começou inicialmente a Fazer Hentai no Site de Artes Pivix onde publicava sua Obras, em 2011, surgiu o Primeiro Quadrinho no que iria a se tornar o mangá Ijiranaide Nagatoro-san,  Segundo uma entrevista dada a Pocket Magazine, Nanashi gosta mais de desenhar em lanchonetes do que na própria casa,  em outra parte da entrevista, Nanashi diz que seus pais não deixavam ele desenhar ou ler mangás, por que segundo os pais deles isso "Atrapalhava ele"  , Nanashi também sofre de Trato Gastrointestinal Fraco. A comida favorita de Nanashi são as uvas Kyoho , enquanto sua cor favorita é verde esmeralda. Nanashi revelou em um Tweet que não obtém uma carteira de Motorista, o impossibilitando de dirigir
Nanashi nas horas vagas  é programador de Jogos, até hoje ele criou um jogo baseado na Franquia do Seu Próprio Mangá
Nanashi relata que no dia 31 de maio sua conta do twitter foi invadida depois de vincular um aplicativo Suspeito, Nanashi brincou com o Ocorrido fazendo uma Ilustração e pedindo desculpas pelo ocorrido
Em 30 de Junho de 2022,o Comitê de Produção da segunda temporada do anime anuncia a Produção efetiva da Segunda Temporada do Anime, em seu Twitter, Nanashi anuncia que o Anime será transmitido no inverno de 2023 com o Nome de 
Ijiranaide Nagatoro-san 2nd Attack (イジらないで、長瀞さん2回目の攻撃) O 13° Volume do Manga também foi anunciado para novembro de 2022.
Atualmente Nanashi está com problemas de Comunicação com a Internet, pois está a procura de uma casa, um dos motivos que ele não conseguiu assistir a transmissão do anime no dia da primeira transmissão,Mas Nanashi continua atualizando seu manga semanalmente em seu Twitter            
No Dia 3 de Junho de 2024, Nanashi Anuncia  por meio de sua conta no Twitter, Que o Mangá está nos seus capítulos finais, faltando 3 capítulos para o fim da Serialização. 
1. 1 2  «twitter.com/774nanash/status/1531625370495369216». Twitter. Consultado em 21 de julho de 2022